# Орбитальный манёвр
Орбитальный манёвр — процесс использования двигательных систем космического аппарата для изменения его орбиты, либо использование в этих целях сил, создаваемых иными космическими телами или их атмосферой.

## Характеристика
Манёвры делятся на импульсные (время включения двигателя мало) и на манёвры с непрерывной тягой (длительные включения двигателя).
По начальным и конечным орбитам разделяют манёвры:
- по плоскости орбит: компланарные и некомпланарные переходы между орбитами;
- по форме орбит: переход между круговыми (квазикруговыми), эллиптическими, гиперболическими орбитами и их комбинациями.

Взаимное расположение больших осей орбит позволяет выделить соосные и несоосные переходы между компланарными некруговыми кеплеровыми орбитами.
Манёвры также разделяют на активные (используется только двигательная установка аппарата), пассивные (используются только ускорения, создаваемые гравитацией иных тел, например, в гравитационных манёврах, или атмосферами планет, см Aerobraking и Aerocapture) и смешанные (сочетание работы двигательной установки и действий иных тел, например Манёвр Оберта).

## Список манёвров
- Гомановская орбита — двухимпульсный манёвр (например Геопереходная орбита)
- Изменение наклонения орбиты
- Фазирование орбиты
- Стыковка
- Transposition, docking, and extraction
- Манёвр увода
- Биэллиптическая переходная орбита — трехимпульсный манёвр, более экономный чем гомановская орбита при некоторых соотношениях между орбитами
- Гравитационный манёвр (также см. Гравитационный поворот)
- Низкозатратная переходная траектория
- Манёвр Оберта